# Тибетський автономний район
Тибетський автономний район — автономний район на південному заході КНР.
В КНР іноді називається просто Сіцзан («Тибет»), хоча історично держава Тибет займала більшу територію. Адміністративний центр і найбільше місто — Лхаса. Населення 3 002 166 осіб (33-е місце серед провінцій; дані 2010 р.). Тибетський автономний район межує з китайськими провінціями Юньнань, Цинхай, Сичуань, Сіньцзян-Уйгурським автономним районом, державами Індією, Непалом, Бутаном.

## Географія Тибету
Тибетський автономний район (Сіцзан) займає площу 1 178 441 км² (3-е місце серед адміністративно-територіальних утворень КНР) і розташований на Тибетському нагір'ї, в самому високогірному регіоні Землі. На півдні ТАР знаходяться схили Гімалаїв, а на кордоні з Непалом — гора Еверест. Середній рівень над рівнем моря 4-4,5 тис. м.
У Тибеті знаходяться витоки річок Брахмапутра, Інд і Сатледж. Є багато озер, частина з яких — солоні.

## Населення
Населення: 2 млн тибетців і 73 тис. китайців хань (1988).
Релігія: ламаїзм (Ваджраяна — форма буддизму).

## Адміністративний поділ
Сіцзан поділяється на 7 округ, 6 з яких є міськими:
| Карта         | Українська назва | Китайська назва | Піньїнь     |
| ------------- | ---------------- | --------------- | ----------- |
| Міські округи |                  |                 |             |
|               | Лхаса            | 拉萨市          | Lāsà Shì    |
|               | Нагчу            | 那曲市          | Nàqū Shì    |
|               | Ньїнгчі          | 林芝市          | Línzhī Shì  |
|               | Чамдо            | 昌都市          | Chāngdū Shì |
|               | Шаньнань         | 山南市          | Shānnán Shì |
|               | Шигацзе          | 日喀则市        | Rìkāzé Shì  |
| Область       |                  |                 |             |
|               | Нгарі            | 阿里地区        | Ālǐ Dìqū    |

## Політика Тибету
Тибет — т. зв. «автономний район» Китаю з власним Народним урядом і Народним конгресом. Контролюючою силою залишається Комуністична партія Китаю, представлена Першим секретарем Ву Цзінхуа з 1985. Вважається, що район знаходиться під колоніальним правлінням.

## Господарство

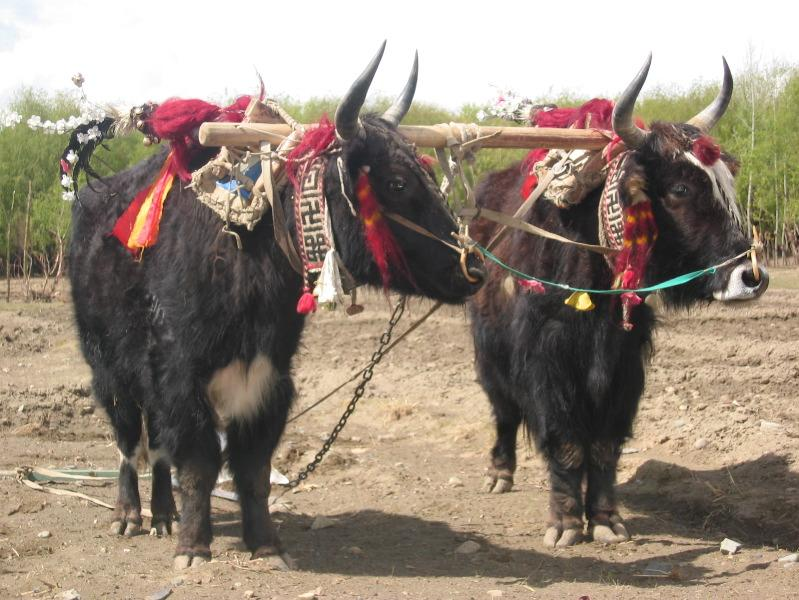
Яки в тибетському селі

Виробляється: вовна, сіль, мускат, трави, хутро, продукти тваринництва, хімікати, сільськогосподарські машини.
Видобувається: золото, пірит, лазурит, ртуть.
Основною домашньою твариною є як.

## Історія
Тибет був незалежною державою з 5 століття.
Під номінальне правління Китаю перейшов близько 1700.
Незалежність Тибету була отримана після революції 1912.
Китай відновив своє правління в 1951, коли історичний правитель і релігійний лідер Далай-лама був вигнаний з країни, а монахи, що становлять 25 % населення, також були вигнані зі своїх монастирів. Між 1951-59 китайська Народна армія контролювала Тибет, хоча Далай-лама повернувся як номінальний духовний лідер і тимчасовий глава держави.
В 1959 тибетське повстання почалося в прилягаючих до Лхаса районах, його підтримав Тибетський місцевий уряд. Повстання було придушене армією, Далай-лама і 9 тис. чоловік виїхали в Індію. Китайці розпустили місцевий уряд, заборонили ведення спільного господарства, стали придушувати ламаїзм.
У 1965 Тибет став автономним районом Китаю, однак продовжуються виступи проти китайського правління, економіка занепадає.
Нові сутички між тибетським населенням та китайською владою почалися 10 березня 2008. У ході бойових дій загони китайської армії залишили вбитими близько 100 людей, переважно — тибетців. Більшість провідних країн світу засудили жорстокість центральної (пекінської) влади стосовно своїх «окупованих територій» напередодні проведення чергових Олімпійських ігор у Пекіні (літо 2008).